# Elektronikus imprimálás
Az elektronikus imprimálás a nyomdai előkészítés során használt fogalom. A kiadványszerkesztők/grafikusok által a nyomda számára elkészített PDF-ből úgynevezett imprimatúra készül, amit elektronikus úton visszajuttatnak a megrendelőnek.
Maga az imprimatúra egy nyomdai dokumentum (ami egyben az utolsó korrektúralevonat is), amelyen a kilőtt állományt ellenőrzés után a megrendelő aláírásával nyomtatásra engedélyez. A megrendelő ezek után már nem élhet reklamációval a nyomda felé.